# Joe Anderson
Joe Anderson (26 maart 1982) is een Engels acteur.